# Melodies
Melodies (с англ. — «Мелодии») — восьмой студийный альбом японского музыканта Тацуро Ямаситы, выпущенный 8 июня 1983 года.
Пластинка включает наиболее известную песню Ямаситы — «Christmas Eve», которая впоследствии неоднократно переиздавалась и непрерывно пребывала в чарте Oricon в течение двадцати лет, а её продажи составили свыше 1,8 млн копий. На 25-й церемонии Japan Record Awards Melodies победил в категории «Лучшие 10 альбомов».

## Список композиций
Автор музыки и слов ко всем песням, кроме отмеченных, — Тацуро Ямасита.
| №  | Название                                            | Текст песни                   | Длительность |
| -- | --------------------------------------------------- | ----------------------------- | ------------ |
| 1. | «Kanashimi no Jody (She Was Crying)» (悲しみのJODY) |                               | 3:50         |
| 2. | «Kokiatsu Girl» (高気圧ガール)                      |                               | 4:20         |
| 3. | «Night-Fly» (夜翔)                                  |                               | 4:23         |
| 4. | «Guess I’m Dumb»                                    | Брайан Уилсон, Расс Тительман | 3:12         |
| 5. | «Hitotoki» (ひととき)                               |                               | 4:00         |

| №  | Название                                  | Текст песни  | Длительность |
| -- | ----------------------------------------- | ------------ | ------------ |
| 1. | «Merry-Go-Round» (メリー・ゴー・ラウンド) |              | 6:18         |
| 2. | «Blue Midnight»                           | Минако Ёсида | 4:15         |
| 3. | «Ashioto» (あしおと)                      |              | 3:54         |
| 4. | «Mokuso» (黙想)                           |              | 1:30         |
| 5. | «Christmas Eve» (クリスマス・イブ)        |              | 4:15         |

## Участники записи
Данные взяты из буклета к альбому.
- Тацуро Ямасита — барабаны, бас-гитара, электрогитара, акустическая гитара, двенадцатиструнная гитара, челеста, пианино, электропианино, орган Хаммонда, колокольчики, литавры, перкуссия, бэк-вокал, эхо
- Коки Ито — бас-гитара
- Цунэхидэ Мацуки — электрогитара
- Хироюки Намба — пианино, электропианино, орган Хаммонда
- Мотоя Хамагути — перкуссия
- Дзюн Аояма — барабаны
- Сатоси Накамура — синтезатор OBX-a
- Хидэфуми Токи — саксофон-альт
- Сусуму Кадзухара — труба
- Масахиро Кобаяси — труба
- Сигэхару Мукаи — тромбон
- Таданори Конакава — тромбон
- Дайсукэ Иноуэ — саксофон-тенор
- Такэру Мураока — саксофон-тенор
- Сюндзо Сунахара — саксофон-баритон
- Ohno Group — струнные
- Кэйко Ямакава — арфа
- Мария Такэути — хор
- Куми Сано — хор
- Манахо Мори — хор
- Кадзухито Мурата — хор

## Чарты
| Чарт Oricon           | Высшая позиция | Продажи |
| --------------------- | -------------- | ------- |
| Недельный чарт (1983) | 1              | 367 000 |
| Недельный чарт (2013) | 6              |         |